# Santa Faz (localidad de Alicante)
Santa Faz (Santa Faç en valenciano) es una localidad de la provincia de Alicante (España) que se extiende entre los municipios de Alicante y San Juan de Alicante. Se articula alrededor del monasterio de la Santa Faz, del que toma el nombre, y en el que se venera la reliquia de la Santa Faz de Alicante, en torno a la cual se lleva a cabo anualmente la romería de Santa Faz. Cuenta con 828 habitantes (INE 2015), de los que 650 se encuentran dentro del término de Alicante y 178 dentro del término de San Juan. Administrativamente, la parte alicantina de Santa Faz tiene la consideración de entidad singular de población y núcleo de población.

## Descripción
Dentro de su área se sitúan varias torres de vigilancia costera, como las de Santa Faz, de Rejas, de Boter, de la Cadena, El Ciprés, de la Alameda, de Placia y de Soto, que fueron recogidas en 1997 bajo la declaración de Bien de Interés Cultural.
Santa Faz consta de las siguientes vías urbanas: Alberola Canterac, Luis Foglietti, Vicente Rocamora Onteniente, Antonio Ramos Alberola, alcalde José Abad, Barranquet o Mitja Galta por tratarse de una calle con casas a un lado solo, Mayor, San Diego (calle y plaza), Verónica, Hospital y Santa Faz (estas tres últimas en término municipal de San Juan de Alicante).